# سيرجيو كامبانا (سائق سيارة سباق)
سيرجيو كامبانا (بالإيطالية: Sergio Campana)‏ هو سائق سيارة سباق إيطالي، ولد في 5 يونيو 1986 في ريدجو إميليا في إيطاليا.

## وصلات خارجية
- الموقع الرسمي
- سيرجيو كامبانا على موقع DriverDB.com (الإنجليزية)